# La Capeline rouge
La Capeline rouge – ou La Capeline rouge, portrait de Madame Monet – est un tableau réalisé par le peintre français Claude Monet vers 1868-1873. Cette huile sur toile impressionniste est un portrait de Camille Doncieux aperçue par une double porte vitrée alors qu'elle passe dehors, dans la neige, vêtue d'une capeline rouge. Legs de Leonard C. Hanna, Jr. en 1958, l'œuvre est conservée au Cleveland Museum of Art, à Cleveland, dans l'Ohio, aux États-Unis.